# Monti Lessini: Ponte di Veja, Vaio della Marciora
Monti Lessini: Ponte di Veja, Vaio della Marciora este o arie protejată (arie specială de conservare — SAC, sit de importanță comunitară — SCI, arie de protecție specială avifaunistică — SPA) din Italia întinsă pe o suprafață de 171 ha, integral pe uscat.

## Localizare
Centrul sitului Monti Lessini: Ponte di Veja, Vaio della Marciora este situat la coordonatele 45°37′10″N 10°58′02″E / 45.619444°N 10.967222°E.

## Înființare
Situl Monti Lessini: Ponte di Veja, Vaio della Marciora a fost declarat sit de importanță comunitară în septembrie 1995 pentru a proteja 10 specii de animale. Alte tipuri de protecție:
- arie de protecție specială avifaunistică (în august 2003)
- arie specială de conservare (în iulie 2018)[1][2][3]

## Biodiversitate
Situată în ecoregiunea alpină, aria protejată conține 1 habitat natural: Pante stâncoase calcaroase cu vegetație casmofită.
La baza desemnării sitului se află mai multe specii protejate:
- păsări (4): cocoșul de mesteacăn (Bonasa bonasia), buha (Bubo bubo), ciuf-pitic (Otus scops), pitulice de munte (Phylloscopus bonelli)
- mamifere (6): liliac cu aripi lungi (Miniopterus schreibersii), liliac cu urechi de șoarece (Myotis blythii), liliac cărămiziu (Myotis emarginatus), liliac comun (Myotis myotis), liliacul mare cu potcoavă (Rhinolophus ferrumequinum), liliacul mic cu potcoavă (Rhinolophus hipposideros)

Pe lângă speciile protejate, pe teritoriul sitului au mai fost identificate 2 specii de plante.